# Blattella guineensis
Blattella guineensis är en kackerlacksart som först beskrevs av Karlis Princis 1963.  Blattella guineensis ingår i släktet Blattella och familjen småkackerlackor. Inga underarter finns listade.